# Humlum Brød
Humlum Brød A/S er en dansk privatejet virksomhed, der producerer tarteletter, pizzabunde, tærtebunde, mørdej og butterdej. De tre sidstnævnte er kun til engrossalg, primært til cateringvirksomheder. Virksomheden er, på trods af navnet, beliggende i Hjerm.
Virksomheden er i dag, efter overtagelsen af tarteletproduktionen fra Tylstrup Kager, ejet af Kakes A/S med 50% og de resterende 50% delt mellem familien Harregaard.
Humlum Brød A/S er danmarks suverænt største producent af tarteletter, med en andel på ca. 70% af den totale produktion i Danmark. Udover produktionen af eget mærke produceres også private label produkter. Virksomheden eksporterer pr. 2014 ca. 15% af produktionen primært til Norge, Sverige og Finland.
Virksomheden har som en del af sin strategi satset på at promovere sig med nogle bud på hvordan deres produkter kan være med til at reducere madspild, og afleverer en del rest- og overskudsprodukter til foderbrug.
Ved indførelsen af fedtafgiften i oktober 2011 oplevede virksomheden en eksplosiv efterspørgsel efter produkter i tiden op til 1. oktober 2011, da mange supermarkeder hamstrede produkterne for at slippe billigere.
Siden 2010 har virksomheden været hovedsponsor til den årlige Odense Tartelet Festival, beskrevet som: "verdens største hyldest til den lækre sprøde tartelet."

## Historie
Virksomheden startede i 1980 da Karen og Henning Harregaard overtog bageriet i Humlum. I 1988 påbegyndtes produktion af tarteletter, og efter adskillige udvidelser af bageriet over en kortere årrække lejer man sig ind i lokalerne i Hjerm, samtidig med flytningen deles virksomheden i to enheder, tarteletdelen og den traditionelle håndværksbagerdel. 1997 Sælges bageriet i Humlum og lokalerne i Hjerm købes, i forlængelse heraf omdannes virksomheden i 1998 til et aktieselskab. Virksomheden er sidenhen blevet udvidet ad flere omgange. I 2011 overtog Humlum Brød tarteletproduktionen fra Tylstrup Kager, samtidig blev perioderne med toholdsskift udvidet, og senere blev det til treholdsskift, så der i dag produceres i døgndrift. Humlum Brød har i maj 2016 købt nabogrunden til virksomheden for at gøre plads til en eventuel udvidelse igen.